# Глэшоу, Шелдон Ли
Шелдон Ли Глэшоу (англ. Sheldon Lee Glashow; род. 5 декабря 1932, Нью-Йорк) — американский физик, профессор, лауреат Нобелевской премии по физике за 1979 год (совместно с Абдусом Саламом и Стивеном Вайнбергом).

## Биография
Родился в Нью-Йорке, в семье уроженцев Бобруйска Льюиса Глуховского (1889—1961) и Беллы Рубиной (1893—1970), которые основали в Нью-Йорке процветающую контору по ремонту водопровода. Окончил Корнеллский университет (1954); магистр (1955). Под руководством будущего Нобелевского лауреата Джулиана Швингера выполнил и защитил докторскую диссертацию на тему «Векторный мезон в распадах элементарных частиц» (1959) в Гарвардском университете. Профессор Стэнфордского университета (1961—1962), Калифорнийского университета в Беркли (1962—1966) и Гарвардского (с 1966 года) университетов.
Работал в области теории элементарных частиц. Значительная часть работ Глэшоу посвящена проблеме объединения всех типов взаимодействий, наблюдаемых в природе (сильного, слабого, электромагнитного и гравитационного). Использованная им так называемая калибровочная симметрия, позволила разработать теорию объединения электромагнетизма и слабого взаимодействия (электрослабого взаимодействия) и предсказать наличие слабых нейтральных токов между элементарными частицами. Этот вклад учёного был оценен Нобелевским комитетом, и ему была присуждена Нобелевская премия.
Глэшоу также внёс существенный вклад в понимание сильного взаимодействия элементарных частиц, введя в употребление четвёртый (очарованный) тип кварков. (Первые три типа кварков — верхние, нижние и странные — были предложены в 1963 году физиками Мюрреем Гелл-Манном и Джорджем Цвейгом.) Таким образом, предвидение учёных получило экспериментальное подтверждение. Обработав результаты взрыва сверхновой звезды, Глэшоу сообщил в 1987 году о своих более низких оценках массы нейтрино.
В 1960 году Глэшоу создал теорию электрослабого взаимодействия, основанную на идеях калибровочной симметрии. За вклад в теорию слабых и электромагнитных взаимодействий между элементарными частицами удостоен Нобелевской премии по физике (1979, вместе с Абдусом Саламом и Стивеном Вайнбергом).
Отмечен медалями Роберта Оппенгеймера Университета Майами (1977), Джорджа Ледли Гарвардского университета (1978), Оскара Клейна Стокгольмского университета (2017). Обладатель почётных степеней Иешива-университета и академии Экс-Марселя. Избран членом Американского физического общества, Американской академии наук и искусств, Национальной академии наук США (1977). Иностранный член Российской академии наук (1994).
Является действующим членом движения Brights.

## Общественная деятельность
В 1992 году подписал «Предупреждение человечеству».
В 2016 году подписал письмо с призывом к Greenpeace, Организации Объединённых Наций и правительствам всего мира прекратить борьбу с генетически модифицированными организмами (ГМО).

## Книги
- The charm of physics (1991) ISBN 0-88318-708-6
- От алхимии до кварков. Физика для лириков (1994) ISBN 0-534-16656-3
- Interactions: a journey through the mind of a particle physicist and the matter of this world (1988) ISBN 0-446-51315-6
- First workshop on grand unification: New England Center, University of New Hampshire, April 10–12, 1980 edited with Paul H. Frampton and Asim Yildiz (1980) ISBN 0-915692-31-7
- Third Workshop on Grand Unification, University of North Carolina, Chapel Hill, April 15–17, 1982 edited with Paul H. Frampton and Hendrik van Dam (1982) ISBN 3-7643-3105-4
- "Desperately Seeking Superstrings?" with Paul Ginsparg in Riffing on Strings: Creative Writing Inspired by String Theory (2008) ISBN 978-0-9802114-0-5